# Iceape

Logo pakietu IceApe

Iceape – darmowy, otwarty, pakiet internetowy tworzony przez społeczność Debiana.
Jest on wolnym odpowiednikiem pakietu Mozilla SeaMonkey. Powstał w wyniku konfliktu z Fundacją Mozilla. Zdaniem społeczności Debiana, fundacja Mozilla nie wypełniała Wytycznych Debiana dotyczących Wolnego Oprogramowania.
Obecnie poza kodem źródłowym programu, dostępne są pakiety instalacyjne DEB (na Debiana i jego pochodne).

## Elementy pakietu Iceape
- Iceape Navigator – przeglądarka internetowa
- Iceape Composer – edytor HTML typu WYSIWYG
- Iceape Mail & Newsgroups – klient poczty elektronicznej i grup dyskusyjnych
- Iceape Address Book – książka adresowa
- Chatzilla – klient IRC
- Iceape Calendar – kalendarz (nieoficjalna część pakietu)